# Piula de Berthelot
La piula de Berthelot (Anthus berthelotii) és una espècie d'ocell de la família dels motacíl·lids (Motacillidae) que habita zones àrides i terres de conreu de Macaronèsia, a les illes Salvatges, Madeira i Canàries